# See You
 «See You»  — четвертий сингл британської групи Depeche Mode, записаний у Blackwing Studios. Це перший сингл, в якому присутні пісні Мартіна Гора. Вийшов 29 січня 1982, згодом заголовна пісня синглу ввійшла до трек-листа другого студійного альбому групи, A Broken Frame .

## Подробиці
Сингл передував невеликий світовий концертний тур, з тоді ще тимчасовим учасником групи Аланом Уайлдером, попри те, що він не брав участь у створенні ні пісні, ні альбому. Існує дві версії пісні «See You»: версія синглу і подовжена версія з довшим вступом, вона ж стала альбомної.
Сторону «Б» займає пісня «Now, This Is Fun». Подовжена версія має триваліший перехід в середині пісні та триваліше закінчення, Дейв Гаан у пісні співає «This is funny!» Замість «This is real fun!». До релізу «Now, This Is Fun» називалася «Reason To Be».

## Музичне відео
Режисером відеокліпу на «See You» став Джулієн Темпл. Це перше музичне відео групи за участю Алана Уайлдера. Протягом короткого часу він грає на клавішах, а також з'являється на деяких знімках з фотобудки. Перша частина кліпу знімалася на залізничному вокзалі Хаунслоу у Лондоні. На початку відео присутні вуличні гучномовці, такі ж, як на обкладинці альбому Music for the Masses, випущеного п'ятьма роками пізніше. Групі відео не сподобалося, і не потрапило до відеозбірки 1985 Some Great Videos, куди увійшли відеокліпи групи до 1985 року, за винятком кліпів на пісні з альбому A Broken Frame та кліпу на пісню «Get the Balance Right!».